# Галгенвард
Галгенвард (нід. Stadion Galgenwaard) — футбольний стадіон у місті Утрехт, Нідерланди. Домашній стадіон місцевого ФК Утрехт.